# Burgess (Missouri)
Burgess è un villaggio degli Stati Uniti d'America, situato nello Stato del Missouri, nella contea di Barton.